# Fulmine (1932)
«Фульміне» (італ. Fulmine (1932)) — ескадрений міноносець типу «Фольгоре» ВМС Італії часів Другої світової війни.

## Історія створення
Ескадрений міноносець «Фульміне» був закладений 1 квітня 1930 року на верфі «Cantiere navale di Fiume» у Фіуме. Спущений на воду 2 серпня 1931 року, вступив у стрій 4 вересня 1932 року.

## Історія служби
У 1937—1938 роках «Фульміне» брав участь в громадянській війні в Іспанії.
Зі вступом Італії у Другу світову війну «Фульміне», разом з однотипними «Фольгоре», «Лампо» і «Балено» був включений до складу VIII ескадри есмінців.
7 липня «Фульміне» був у складі ескадри, що супроводжувала конвой транспортів у Лівію. 9 липня на зворотному шляху італійська ескадра зустрілась з британським флотом, внаслідок чого відбувся бій біля Калабрії.
11 листопада 1940 року «Фульміне» перебував в Таранто, який був атакований британською авіацією. Ворожа торпеда ледь не влучила у «Фульміне», але зрештою вразила лінкор «Конте ді Кавур». Вогнем у відповідь з «Фульміне» (або, можливо, з «Конте ді Кавур») ворожий літак був збитий.
На початку 1941 року есмінець пройшов модернізацію, під час якої старі зенітні автомати були замінені на нові 20-мм.
6 січня «Фульміне», тимчасово переведений до IX ескадри есмінців, разом з «Вітторіо Альф'єрі», «Джозуе Кардуччі», «Вінченцо Джоберті» та XIV ескадрою міноносців обстріляв грецькі позиції в Порто Палермо (Албанія).
9 січня «Фульміне», разом з есмінцями «Аскарі», «Фольгоре» і «Карабіньєре», здійснив ще один обстріл Порто Палермо.

### Африканські конвої
Надалі «Фульміне» діяв на північно-африканських комунікаціях.
8-12 березня він разом з есмінцями «Турбіне» і «Балено» супроводжував конвой у складі суден «Арктурус», «Ріальто» і «Вахтфельс» з Неаполя в Триполі. На зворотному шляху «Фульміне» і «Лампо» супроводжували «Арктурус» і «Вахтфель» до Неаполя.
30 квітня «Фульміне», разом з крейсерами «Трієсте», «Больцано», «Еудженіо ді Савойя», есмінців «Аскарі» і «Карабіньєре» був у дальньому супроводі конвою транспортів «Бірманія», «Рейхенфельс», «Ріальто» і «Кібфельс», який перевозив майно і боєприпаси для Корпусу «Африка». Під час переходу кораблі супроводу відбили атаку британського підводного човна.
5-7 травня «Фульміне» разом з есмінцем «Еуро» та 5 міноносцями супроводжував конвой транспортів «Марбург», «Кібфельс», «Рейхенфельс», «Ріальто» і «Марко Поло» в Триполі.
16 травня «Фульміне» разом з «Турбіне», «Еуро», «Фольгоре» і «Страле» супроводжував конвой суден «Пройссен», «Спарта», «Каро Орсо», «Мотіа», «Кастельверда» та танкери «Пануко» і «Суперга». Під час переходу конвой двічі був атакований британськими підводними човнами.
Цього ж місяця есмінець супроводжував транспорти «Босфоро», «Баїнсіццв», «Дуїсбург» і танкер «Пануко».
21 липня «Фульміне» разом з «Фольгоре», «Саетта» і «Еуро» супроводжував конвой транспортів «Маддалена Одеро», «Ніколо Одеро», «Каффаро» і «Пройссен» з Неаполя в Триполі, до якого долучився танкер «Брарена». 22 липня поблизу Пантеллерії конвой був атакований британськими торпедоносцями «Фейрі Сордфіш». Внаслідок атаки були потоплені транспорт «Пройссен» і танкер «Брарена».
13 серпня «Фульміне» разом з есмінцями «Уголіно Вівальді», «Ланцеротто Малочелло», «Страле» і «Фольгоре» та міноносцем «Орса» супроводжував конвой транспортів «Андреа Грітті», «Ріальто», «Веттор Пізані», «Франческо Барбаро» і «Себастьяно Веньєр» в Триполі. Незважаючи на атаки британських підводних човнів та авіації, конвой благополучно дістався до Триполі.
12 вересня «Фульміне» брав участь в операції з порятунку вцілілих членів екіпаєів транспортів «Каффаро» і «Ніколо Одеро», потоплених британською авіацією.
24 вересня «Фульміне» разом з «Лампо», «Альфредо Оріані» і «Страле» супроводжував конвой транспортів «Амстердам», «Кастельверде» і «Перла».
16-19 жовтня «Фульміне» разом з «Альфредо Оріані», «Вінченцо Джоберті», «Фольгоре», «Антоніотто Узодімаре», «Ніколозо да Рекко», «Себеніко» та декількох міноносців супроводжував з Неаполя в Триполі конвой транспортів «Беппе», «Марін Самудо», «Пробітас», «Паоліна» і «Катеріна». Під час переходу транспорти «Беппе» і «Катеріна» були торпедовані британським підводним чосном «Урсула». «Беппе» вдалось відбуксирувати в Триполі, а «Катеріна» затонула за 60 миль від Триполі.

### Загибель
Пройшовши у жовтні ремонт та модернізацію, 7 листопада 1941 року «Фульміне» вирушив у свій останній похід. Він разом з есмінцями «Маестрале», «Грекале», «Лібеччо», «Еуро» і «Альфредо Оріані» був у складі ескорту конвою транспортів «Дуїсбург», «Сан Марко», «Саджітта», «Марія», «Ріна Коррадо», а також танкерів «Конте ді Місурата» і «Мінатітлан». Конвой мав доставити в Північну Африку 34 473 тонни військового майна та боєприпасів, 17 281 тонн палива, а також особовий склад поповнення. У дальньому супроводі були крейсери «Тренто», «Трієсте» та 4 есмінці: «Фучільєре», «Берсальєре», «Альпіно» та «Гранатьєре».
Вночі 9 листопада конвой був атакований британським З'єднанням K у складі крейсерів «Аврора», «Пінелопі» та есмінців «Ланс» і «Лайвлі». Перші постріли прозвучали о 00:57. За 5 хвилин «Пінелопі» і «Лайвлі» зосередили свій вогонь на «Фульміне». Протягом короткого періоду часу корабель отримав багато влучань в мостик та нижче ватерлінії і втратив хід. О 01:15 він перевернувся та затонув у точці з координатами 37°00′ пн. ш. 18°10′ сх. д. / 37.000° пн. ш. 18.167° сх. д..
Під час британської атаки екіпаж «Фульміне» діяв героїчно. Командир корабля капітан III рангу Маріо Мілано втратив руку, але продовжував командувати і загинув разом з кораблем. Коли есмінець отримав серйозні пошкодження, старший артилерист «Фульміне», лейтенант Джованні Гарау кинувся до останньої справної гармати, обслуга якої загинула, і сам продовжував стріляти, допоки корабель не затонув. Обоє посмертно були нагороджені Золотою медаллю «За військову доблесть».
Загалом загинув 141 член екіпажу «Фульміне».
Загалом за час війни «Фульміне» здійснив 97 місій (4 у складі флоту, 14 протичовнових патрулювань, 4 обстріли ворожого узбережжя, 37 конвоїв, 7 тренувальних, 31 перехід та інші операції), пройшовши 29 518 миль.